# 阿修羅姫
「阿修羅姫」（あしゅらひめ）は、ALI PROJECTの14作目のシングル。2005年6月8日にMellowHeadから発売された。

## 概要
表題曲「阿修羅姫」は、テレビ東京系アニメ『舞-HiME』のPlayStation 2用ゲーム「舞-HiME 運命の系統樹」のオープニングテーマになっている

## 収録曲
1. 阿修羅姫 [4:46]
2. 君がため、惜しからざりし命さへ [4:40]
3. 阿修羅姫（off vocal）
4. 君がため、惜しからざりし命さへ（off vocal）

- 全作詞：宝野アリカ
- 全作曲・編曲：片倉三起也（全曲）